# Orangefarbener Feuerkäfer

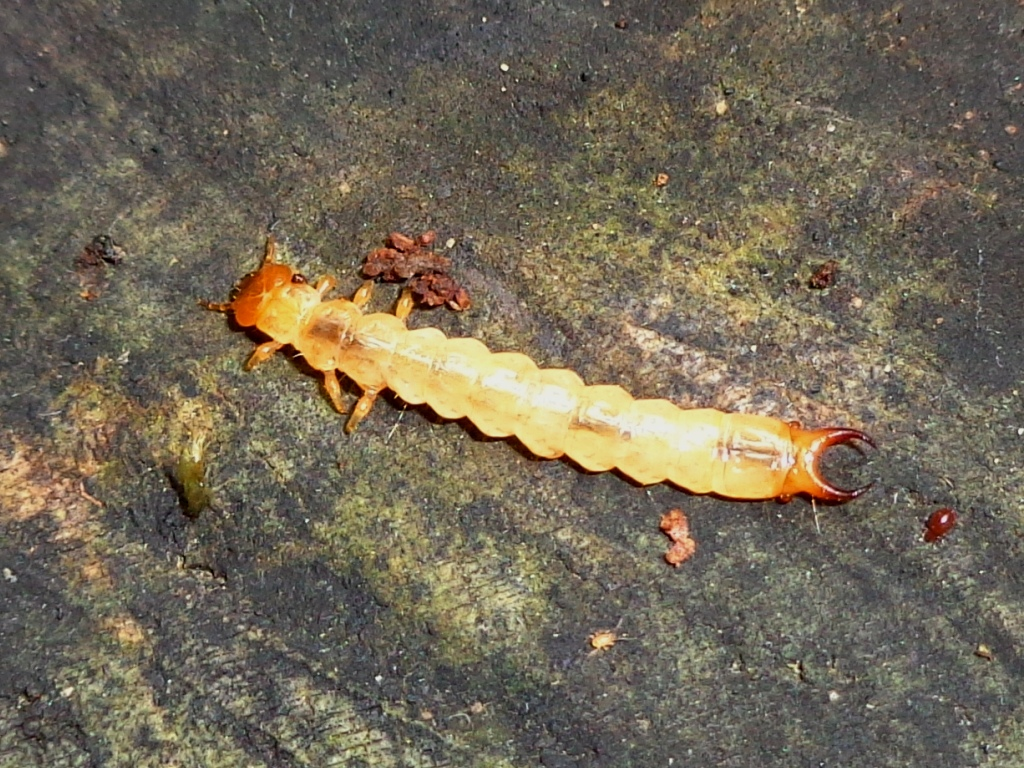
Larve

Der Orangefarbene Feuerkäfer (Schizotus pectinicornis) ist ein Käfer aus der Familie der Feuerkäfer (Pyrochroidae). Als kleinste in Mitteleuropa vertretene Art wird er auch Kleiner Feuerkäfer genannt.

## Merkmale
Die Käfer werden acht bis neun Millimeter lang. Ihr an den Seiten abgerundeter Halsschild und die Deckflügel mit Andeutungen von flachen Längsrippen sind orangerot, der Rest vom Körper ist schwarz. Auf dem Halsschild befindet sich darüber hinaus mittig, zur Basis versetzt ein schwarzer Fleck. Die Weibchen haben gesägte, die Männchen gekämmte Fühler. Die Männchen unterscheiden sich von den Weibchen auch durch zwei auffällige, runde Gruben am Kopf. Die Klauen sind etwas heller gefärbt als der Rest der Beine.

## Vorkommen
Sie kommen in großen Teilen Europas bis über den Polarkreis in Laubwäldern, besonders im Gebirge und Gebirgsvorland vor.

## Lebensweise
Die Imagines sitzen häufig auf Blüten und Totholz. Die Larven leben unter Rinde von Laubbäumen und ernähren sich räuberisch von Insekten bzw. deren Larven. 